# GO:OD AM
Albums de Mac Miller
Faces
(2014) The Divine Feminine
(2016)
Singles
1. 100 Grandkids
Sortie : 6 août 2015
2. Break the Law
Sortie : 17 août 2015
3. Clubhouse
Sortie : 10 septembre 2015
4. Brand Name
Sortie : 18 septembre 2015
5. Weekend (feat. Miguel)
Sortie : 12 janvier 2016

GO:OD AM est le troisième album studio du rappeur américain Mac Miller, sorti le 18 septembre 2015.

## Liste des titres
| 1.    | Doors                                  | Malcolm McCormick, Tyler Okonma | Tyler, The Creator                | 1:18 |
| 2.    | Brand Name                             | McCormick, Eric Dan, Jeremy "Big Jerm" Kulousek, Zachary Vaughan, Stephen Bruner                                                                    | Thundercat, I.D. Labs             | 5:02 |
| 3.    | Rush Hour                              | McCormick, Dan, Kulousek, Vaughan | I.D. Labs                         | 3:21 |
| 4.    | Two Matches (featuring Ab-Soul)        | McCormick, Herbert Stevens IV, Mark "Sounwave" Spears, Axl Foley, Ricci "THC" Riera, Andris Mattson, Amber Navaran, Max Bryk, Moonchild             | Sounwave, Foley, THC              | 4:36 |
| 5.    | 100 Grandkids                          | McCormick, Michael Clervoix, Dan, Kulousek, Vaughan, Dorsey Wesley, Dory Previn, Drayton Goss, Gato Barbieri, Jamel Fisher, Mark Curry, Robert Ross | Sha Money XL, I.D. Labs           | 4:40 |
| 6.    | Time Flies (featuring Lil B)           | McCormick, Kehinde Hassan, Taiwo Hassan | Christian Rich                    | 2:53 |
| 7.    | Weekend (featuring Miguel)             | McCormick, Miguel Pimentel, Jamil "Digi" Chammas, Rex Kudo, Ryan Vojtesak, Trocon Roberts Jr.                                                       | FKi, Chammas, Charlie Handsome    | 3:28 |
| 8.    | Clubhouse                              | McCormick, Riera, Adam Feeney | THC, Frank Dukes                  | 3:00 |
| 9.    | In the Bag                             | McCormick, Brett Bouldin, Bernice Williams, Eugene Dixon, Earl Edwards, Louis Freeze, Larry Muggerud, Rupert "Sevn" Thomas Jr.                      | Sevn Thomas                       | 4:35 |
| 10.   | Break the Law                          | McCormick, Bruner, George Forrest, Robert Wright | Drew Byrd, Thundercat             | 3:15 |
| 11.   | Perfect Circle / God Speed             | McCormick, Feeney | Frank Dukes                       | 7:55 |
| 12.   | When in Rome                           | McCormick, Dan, Kulousek, Vaughan, Edward Murray | I.D. Labs, Sledgren               | 3:43 |
| 13.   | ROS                                    | McCormick, Dacoury Natche, Feeney, Gabrielle Varner, Thomas Paxton-Beesley                                                                          | DJ Dahi                           | 5:43 |
| 14.   | Cut the Check (featuring Chief Keef)   | McCormick, Keith Cozart, Anderson Hernandez | Vinylz                            | 2:50 |
| 15.   | Ascension                              | McCormick, Dan, Kulousek, Vaughan, Curtis Mayfield                                                                                                  | I.D. Labs                         | 4:52 |
| 16.   | Jump                                   | McCormick, Natche, Dan, Kulousek, Vaughan, Jonathan King, Harrison Wargo                                                                            | Badboxes, DJ Dahi, I.D. Labs, SAP | 4:39 |
| 17.   | The Festival (featuring Little Dragon) | McCormick, Dan, Kulousek, Vaughan, Bouldin, Fredrik Wallin, Håkan Wirenstrand, Yukimi Nagano                                                        | I.D. Labs, Little Dragon          | 4:38 |
| 61:36 |                                        | |                                   |      |

Notes
- Doors contient une apparition non créditée d'Earl Sweatshirt.
- Doors, Brand Name, 100 Grandkids et R.O.S. contient des apparitions non créditées d'Elle Varner.
- Rush Hour contient une apparitions non créditée de Vinny Radio.
- In the Bag contient des apparitions non créditées de Juicy J, Domo Genesis et Schoolboy Q.
- Break the Law contient des apparitions non créditées de Juicy J.
- Perfect Circle / God Speed contient des apparitions non créditées d'Ab-Soul et Vinny Radio.
- Ascension contient des apparitions non créditées Travis Scott.

## Classements
| Pays et classement (2015)     | Meilleure position |
| ----------------------------- | ------------------ |
| Australie (ARIA)              | 32                 |
| Belgique (Flandre Ultratop)   | 74                 |
| Belgique (Wallonie Ultratop)  | 102                |
| Canada (Canadian Albums)      | 7                  |
| Pays-Bas (Mega Album Top 100) | 86                 |
| France (SNEP)                 | 117                |
| Nouvelle-Zélande (RIANZ)      | 29                 |
| Suisse (Schweizer Hitparade)  | 55                 |
| Royaume-Uni (UK Albums Chart) | 76                 |
| États-Unis (Billboard 200)    | 4                  |